# Ebsdorfergrund
Ebsdorfergrund település Németországban, Hessen tartományban. Lakosainak száma 9097 fő (2023. december 31.). Ebsdorfergrund Kirchhain, Amöneburg, Fronhausen, Weimar (Lahn) és Marburg községekkel határos.

## Népesség
A település népességének változása:
| Lakosok száma | 8892 | 8879 | 8990 | 9033 | 9097 |
|               | 2017 | 2019 | 2021 | 2022 | 2023 |